# 薩摩亞裔美國人
薩摩亞裔美國人泛指擁有薩摩亞血統的美國人，包括來自薩摩亞獨立國或美屬薩摩亞的移民及其後裔。他們在美國人口普查中被歸類為太平洋島民，亦是排在夏威夷人之後在美國第二大的太平洋島民亞族群。據2019年統計，薩摩亞裔美國人口為204,640人。

## 知名人物
- 狄維·莊遜，知名電影男演員。
- 托尼·菲諾，職業高爾夫球運動員。
- 羅曼·瑞恩斯，美國職業摔角選手。
- 圖爾茜·加巴德，美國第8任國家情報總監